# Sonic Drive-In
Sonic Corporation med företagsnamnet: Sonic Drive-In är en amerikansk snabbmatkedja med huvudkontor i Oklahoma City, Oklahoma.  

## Historia
Grundades 1953 av Troy Smith med företagsnamnet Top Hat. Första franchiseföretaget tillkom 1956 i Woodward, Oklahoma. Smith tog in grönsaksgrossisten Charlie Pappe som delägare. 1958 utökades rörelsen med två nya drive-in-restauranger. En i Enid, Oklahoma och den andra i Stillwater, Oklahoma. De fick då reda på att Top Hat redan var ett registrerat varumärke, så de ändrade till namnet Sonic med slogan "Service with the Speed of Sound". 
Företaget har fortfarande drive-in-känslan från 1950-talet, med brickor som hängs på bildörren och oftast rullskridskoåkande servitriser.  
År 2022 fanns det omkring 3 500 restauranger i USA.
I december 2018 köpte förvaltningsbolaget Inspire Brands Sonic för 2,3 miljarder dollar.